# Salvador Mejía Jáuregui
Salvador Mejía Jáuregui (* 10 de noviembre de 1894 en Teocaltiche, Jalisco, México - † 17 de octubre de 1956 en Guadalajara, Jalisco, México) fue un futbolista mexicano, socio y presidente del Club Deportivo Guadalajara. Al jugar a fútbol generalmente se desempeñaba como delantero. Jugó para el Club Ciudad de México y el Club Deportivo Guadalajara.

## Biografía
Nació el 10 de noviembre de 1894 en la población de Teocaltiche, Jalisco, siendo el segundo hijo del matrimonio formado por Teódulo Mejía Serrano y Maximina Jáuregui García, sus hermanas fueron Josefina, María Eliezer y María del Rosario Mejía Jáuregui. Contrajo matrimonio en la ciudad de Guadalajara, Jalisco con María Soledad Pérez.
Debutó en la temporada 1918-19 con el club Ciudad de México, filial del Guadalajara Football Club que logró disputar el campeonato de Primera Fuerza de la Liga de Occidente. Hasta 1924 fue parte del equipo de segunda fuerza del Club Deportivo Guadalajara.
Fungió como presidente del Club Deportivo Guadalajara en dos ocasiones, su primer período fue de 1923 a 1925 y el segundo de 1931-1932. También ocupó otros cargos administrativos dentro del propio Guadalajara y de la Liga Tapatía de Fútbol. El 11 de octubre de 1926 fue elegido como secretario al quedar constituida la «Federación Deportiva Occidental de Aficionados», y durante la gestión de Ramiro Álvarez Tostado, de 1936 a 1937, fungió como vicepresidente de la institución rojiblanca.
De 1950 a 1952 estuvo detenido por el delito de peculado, el cual cometió al ser tesorero del municipio de Guadalajara, su liberación se dio el día 31 de marzo de 1952.